# Mefele
Le mefele (ou baitsawara, boulahay, bula, bulahai) est une langue tchadique du groupe biu-mandara, parlée dans l'Extrême-Nord du Cameroun, le département du Mayo-Tsanaga, l'arrondissement de Mokolo, au sud et à l'est de la ville de Mokolo, dans six villages : Doray, Ldilang,  Mofouélé, Mouhour, Shougoulé et Sirak.
En 2002 on dénombrait environ 11 000 locuteurs.